# Die große Stille (Sammlung)
Die große Stille (englisch Exhalation: Stories) ist eine Science-Fiction-Sammlung aus acht Kurzgeschichten des US-amerikanischen Schriftstellers Ted Chiang, veröffentlicht im Jahr 2019. Eine deutsche Übersetzung erschien im Jahr 2020 beim Golkonda-Verlag. Drei Kurzgeschichten wurden für den Hugo Award nominiert und drei weitere wurden nominiert, zudem gewann eine den Nebula Award. Barack Obama empfahl die Sammlung als Teil seiner Leseliste für das Jahr 2019.

## Inhalt
- Was von uns erwartet wird (2005): Mit einem Gerät lassen sich Signale an die Vergangenheit schicken.
- Der Kaufmann am Portal des Alchemisten (2007): In der antiken islamischen Welt baut ein Alchemist ein Portal für Zeitreisen.
- Ausatmung (2008): Ein außerirdischer Wissenschaftler untersucht das eigene Gehirn zur Ergründung des sich überall verlangsamenden Denkens.
- Der Lebenszyklus von Software-Objekten (2010): Eine Aufzucht von digitalen Entitäten benötigt wie bei Menschen jahrelange Entwicklung.
- Die Wahrheit der Fakten, die Wahrheit des Empfindens (2013): Im kolonialisierten Afrika und Technologiezeitalter hat die Wahrheit wichtige Rollen.
- Die große Stille (2015): Während die Menschen nach außerirdischen Intelligenzen suchen, sterben auf der Erde intelligente Spezies aus.
- Angst ist der Taumel der Freiheit (2019): Mithilfe von Quantenverschränkung kann der Kontakt zu alternativen Welten aufgenommen werden.
- Omphalos (2019): In einer Welt, in welcher der Kreationismus wahr ist, wird ein Wunder entdeckt.

## Auszeichnungen
Die gesamte Sammlung gewann den Locus Award im Jahr 2020.
Der Kaufmann am Portal des Alchemisten, Ausatmung und Der Lebenszyklus von Software-Objekten gewannen jeweils in den Jahren 2008, 2009 und 2011 den Hugo Award. Die Wahrheit der Fakten, die Wahrheit des Empfindens, Angst ist der Taumel der Freiheit und Omphalos wurden jeweils in den Jahren 2014, 2020 und 2020 für den Hugo Award nominiert. Der Kaufmann am Portal des Alchemisten gewann den Nebula Award im Jahr 2008.

## Kritik
Christian Endres von diezukunft.de schreibt, die Sammlung ist „wohl recherchiert und durchdacht mit einem Maximum an sprachlicher Präzision“ und lässt sich „mehr als einmal lesen“.